# Canon CX-1
Canon CX-1 (CX-1 / BX-3) је професионални рачунар фирме Кенон (Canon) који је почео да се производи у Јапану током 1981. године.
Користио је 6809 микропроцесорску јединицу а RAM меморија рачунара је имала капацитет од 64 KB (до 128 KB). 
Као оперативни систем кориштен је MCX (Media for Canon X Series), сличан CP/M.

## Детаљни подаци
Детаљнији подаци о рачунару CX-1 су дати у табели испод.
|                       |                                                                        |
| [ 1 ]                 |                                                                        |
| Произвођач            | Кенон                                                                  |
| Тип                   | професионални рачунар                                                  |
| Меморија              | 64 (до 128 )                                                           |
| Поријекло             | Јапан                                                                  |
| Година                | 1981                                                                   |
| Тастатура             | тастатура са пуним помаком тастера са одвојеном нумеричком тастатуром. |
| Процесор              |                                                                        |
| Фреквенција процесора | 1                                                                      |
| RAM                   | 64 (до 128 )                                                           |
| ROM                   | 4                                                                      |
| Текст                 | 80 x 24                                                                |
| Графика               | опционо (300 x 260)                                                    |
| Боја                  | монохроматски (црно и зелено)                                          |
| Звук                  | један тон                                                              |
| Димензије             | 56 (ширина) x 64 (дужина) x 33 (висина)                                |
| Портови               |                                                                        |
| Оперативни систем     | , сличан                                                               |